# Wendenkopf (Naturschutzgebiet)
Das Naturschutzgebiet Wendenkopf liegt auf dem Gebiet der Stadt Schriesheim in Baden-Württemberg.

## Kenndaten
Das Gebiet wurde durch Verordnung des damaligen Badischen Ministeriums für Kultus und Unterricht vom 5. April 1939 als Naturschutzgebiet unter der Schutzgebietsnummer 2011 ausgewiesen. Der CDDA-Code lautet 82894 und entspricht der WDPA-ID.

## Lage
Das Schutzgebiet liegt östlich von Schriesheim, es umfasst im Wesentlichen die gesamte Bergkuppe des Wendenkopfs. Das NSG wird vom rund 6500 Hektar großen Landschaftsschutzgebiet Bergstraße-Nord vollständig umschlossen und gehört außerdem zum FFH-Gebiet Odenwald bei Schriesheim. Das Schutzgebiet liegt im Naturraum 144-Sandstein-Odenwald und 145-Vorderer Odenwald innerhalb der naturräumlichen Haupteinheit 14-Odenwald.

## Schutzzweck
Schutzzweck ist die Erhaltung einer bewaldeten, geologisch bemerkenswerten Bergkuppe, die aus Granit, Porphyrtuff, Quarzporphyr und Buntsandstein besteht mit verschiedenen Graden der Gesteinsverwitterung vom Schutt bis zum Grus und entsprechend verschiedenartiger Ausbildung der Pflanzendecke.   